# Takahagi, Ibaraki
Takahagi (高萩市 (Cao Thèm thị) Takahagi-shi) là một thành phố thuộc tỉnh Ibaraki, Nhật Bản.